# Vincenzo Brancaleoni
Vincenzo Brancaleoni (falecido em agosto de 1588) foi um prelado católico romano que serviu como bispo de Teano (1588).

## Biografia
No dia 9 de março de 1588, Vincenzo Brancaleoni foi nomeado pelo Papa Sisto V como Bispo de Teano. Serviu como Bispo de Teano até à sua morte em agosto de 1588.